# ゴンド族

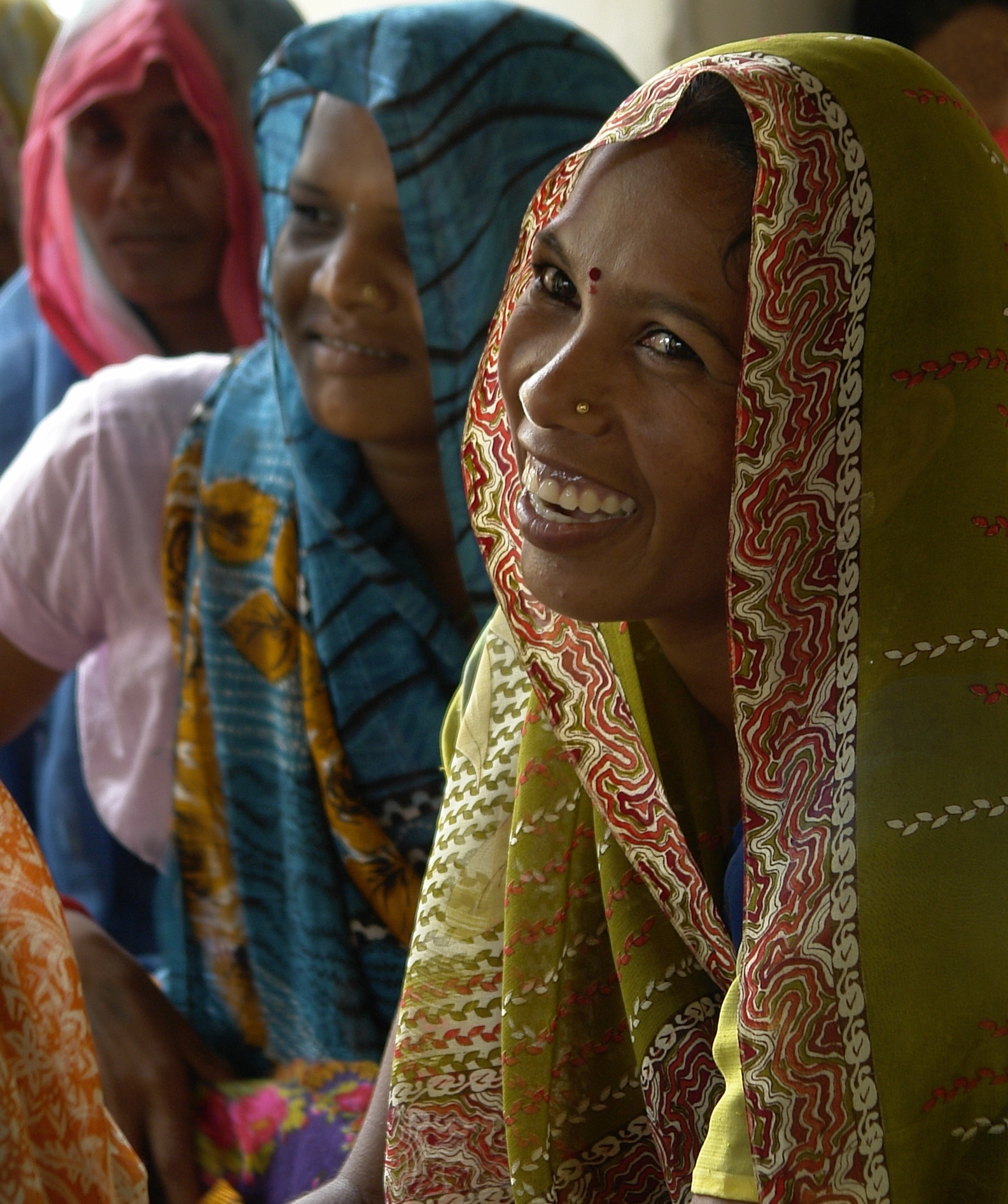
ゴンド族

ゴンド族（Gond）はデカン高原中部から北部に居住する先住民。人口は300万人から400万人で、先住民ではインド最大の民族である。

## 言語
プロト・オーストラロイドに属し、ドラヴィダ語族のゴーンディー語を解す。ドラヴィダ語はドラヴィダ文化の影響下にあった南インド全域に広く伝播している言語系統のひとつである。

## 文化
農耕を主とした生活を営んでおり、社会的には父系の血縁関係を軸とした集団である。地域による文化的内容の差異はあるものの、独自の地母神、村落守護神を信仰している点が特徴として挙げられる。バスタル地方に居住する移動式の焼畑農業を主とするマリア・ゴンド族と、アディラバード地方に居住する定着農耕を主とするラージ・ゴンド族に大別される。ゴンド族がかねてより単一民族であったかどうかについては結論付けられていない。
ヒンドゥー教のカースト制度に酷似した関係制度を保持しており、ラージ・ゴンド族がその頂点に君臨している。ラージ・ゴンド族はクシャトリヤ出身であると主張しており、他のゴンド族グループやゴンド族以外の民族からも上下関係が明確化している。そのためラージ・ゴンド族は他の民族集団に対して水や食料を供給している関係を築いている。